# Eardwulf av Kent
Eardwulf av Kent, död 762, var en engelsk monark. Han var kung av Kent 747–762. 